# Барвил (Вогези)
Барвил (фр. Barville) је насељено место у Француској у региону Лорена, у департману Вогези.
По подацима из 2011. године у општини је живело 91 становника, а густина насељености је износила 10,77 становника/km².

## Демографија
| 1962. | 1968. | 1975. | 1982. | 1990. | 2011. |
| ----- | ----- | ----- | ----- | ----- | ----- |
| 127   | 93    | 83    | 88    | 90    | 91    |